# Achoma
Achoma, monotipski rod zelenih algi čiji položaj u razredu Chlorophyceae, još nije utvrđen. Jedina je vrsta A. brachiatum, terestrijalna alga iz distrikta Westland s Novog Zelanda